# 로라 (1944년 영화)
《로라》(영어: Laura)는 1944년 개봉한 미국의 누아르 영화이다. 오토 프레민저가 감독을 맡았으며, 베라 캐스퍼리의 동명 소설이 영화의 원작이다. 1999년 미국 국립영화등기부에 등재되었다.

## 출연

### 주연
- 진 티어니
- 데이나 앤드루스

### 조연
- 클리프톤 웹
- 빈센트 프라이스
- 주디스 앤더슨
- 도로시 애덤스
- 제임스 플러빈
- 클라이드 필모아
- 랠프 던
- 그랜트 미첼
- 캐슬린 하워드

## 기타
- 미술: 레런드 풀러
- 미술: 라일 R. 휠러
- 의상: 보니 캐신